# Kastelberg (Vogesen)
Der Kastelberg ist ein Berg an der Grenze zwischen Elsass und Lothringen und der Départements Vosges und Haut-Rhin in der Region Grand Est in Frankreich. Mit 1350 m Höhe ist er der vierthöchste Gipfel der Vogesen.
An der Westseite führt die Route des Crêtes vorbei, an ihr liegt unterhalb des Gipfels die Ferme Auberge Breitsouzen. Von Westen her führt ein zum Skigebiet La Bresse – Hohneck gehörender Doppelskilift hinauf, der die im Winter geschlossene Route des Crêtes überquert. In östlicher Richtung fällt der Kastelberg steiler ab, durch den häufigen Westwind können sich hier im Winter Schneewechten bilden.